# Inzell
Inzell é um município da Alemanha, situado no distrito de Traunstein, no estado da Baviera. Tem 45,35 km² de área, e sua população em 2019 foi estimada em 4 826 habitantes.